# Longarone
Longarone is een gemeente in de Italiaanse provincie Belluno (regio Veneto) en telt 4106 inwoners (31-12-2004). De oppervlakte bedraagt 103,3 km², de bevolkingsdichtheid is 40 inwoners per km².

## Demografie
Longarone telt ongeveer 1654 huishoudens. Het aantal inwoners daalde in de periode 1991-2001 met 2,6% volgens cijfers uit de tienjaarlijkse volkstellingen van ISTAT.
| Jaar | Inwoneraantal |
| ---- | ------------- |
| 1991 | 4234          |
| 2001 | 4122          |

## Geografie
Longarone grenst aan de volgende gemeenten: Castellavazzo, Erto e Casso (PN), Forno di Zoldo, Ponte nelle Alpi, Soverzene.

## Geschiedenis
Longarone is bekend geworden door een ramp met de Vajontdam. Deze stuwdam, gebouwd ten noorden van de berg Monte Toc, was in 1960 nabij het dorp in gebruik genomen. Op 9 oktober 1963 stortte 350 miljoen kubieke meter rots in het door de dam opgestuwde reservoir, waardoor een enkele honderden meters hoge vloedgolf over de rand het dal instroomde en Longarone compleet verwoestte. 1.917 mensen kwamen bij deze ramp om het leven.